# Звёздный путь: Одиссея
Звёздный путь: Одиссея (англ. Star Trek: Odyssey) — фанатский веб-сериал по вселенной «Звёздный путь» от Areakt Productions, создателей «Звёздный путь: Скрытая граница». Действие «Одиссеи» происходит после окончания «Скрытой границы», и он следует за звездолётом «USS Одиссея», пытающимся вернуться домой с опасной миссии, которая забросила его и его команду на 2,5 миллиона световых лет от дома в неизведанные края галактики Андромеда. Это первый сериал «Звёздного пути», созданный фанатами или нет, действие которого происходит за пределами галактики Млечный Путь.
Пилотная серия «Одиссеи» под названием «Илиада» была выпущена в широкий прокат в субботу, 22 сентября 2007 года, и теперь доступна бесплатно на официальном сайте.
По словам создателя «Скрытой границы» и «Одиссеи» Роба Кейвса, сериал будет в первую очередь сосредоточен на лейтенанте-коммандере Ро Невин (Брэндон Макконнелл) в вольном пересказе классической истории Гомера «Одиссея», действие которой происходит во вселенной XXIV века «Звездного пути».
Ро участвовал в многочисленных эпизодах сериала «Звездный путь: Скрытая граница» и был в первых гей-сюжетных линиях во втором сезоне «Скрытой границы». Кейвс сказал, что хотя Ро — открытый гей/бисексуальный персонаж, новый сериал «вместо этого сосредоточится на новых аспектах его развивающейся личности, которые ещё не были исследованы в «Скрытой границе».

## Актёры
| Персонаж            | Актёр                                       | Звание                   | Комментарии                                                               |
| ------------------- | ------------------------------------------- | ------------------------ | ------------------------------------------------------------------------- |
| Ро Невин            | Брэндон Макконнелл (ранее Бобби Куинн Райс) | Лейтенант-коммандер      | Исполняющий обязанности капитана «Одиссея».                               |
| Т'Лорра             | Мишель Лоран                                | Младший командир         | Ромуланец, исполняющий обязанности первого помощника капитана «Одиссея».  |
| Майя Стади          | Джулия Моризава                             | Лейтенант                | Начальник службы безопасности «Одиссея».                                  |
| Доктор Оуэн Воган   | Мэтью Монтгомери                            | Доктор / Лейтенант       | Главный врач «Одиссея».                                                   |
| Джошуа Гиллен       | Тим Футч                                    | Энсин                    | Исполняющий обязанности главного инженера «Одиссея».                      |
| Алекс Возняк        | Сэм Бакса                                   | Лейтенант                | Рулевой «Одиссея».                                                        |
| Серам               | Шэрон Савен                                 | Маджан из Империи Арчейн | Регент-королева Империи Арчейн.                                           |
| Гранд Маджан Арчейн | Дженнифер Коул                              | Гранд Маджан             | Королева и правительница Империи Арчейн.                                  |
| Цекус               | Адам Браун                                  | Без звания               | Слуга Маджана.                                                            |
| Морригу             | Джон Уайтинг                                | Генерал                  | Военный командующий флотом Арчейна.                                       |
| Морил               | Джефф Джек                                  | Генерал                  | Протеже Морригу, возлюбленный Серама, военный командующий флотом Арчейна. |

## Список серий

### Первый сезон
Звездолёт «USS Одиссея» берётся за смелую миссию, чтобы остановить безжалостных захватчиков из далекой галактики Андромеда. Но когда что-то идет не так, лейтенант-коммандер Ро Невин должен принять самое трудное решение в своей жизни.
- ODY 1.01 — 22.09.2007 «Илиада»
- ODY 1.02 — 05.12.2007 «Винное тёмное море»
- ODY 1.03 — 27.02.2008 «Пожиратели лотоса»
- ODY 1.04 — 16.04.2008 «Мерзкие боги»
- ODY 1.05 — 26.11.2008 «Хранители Ветра»

### Второй сезон
- ODY 2.01 — «На коленях богов»
- ODY 2.02 — «Бессмертный ткацкий станок»
- ODY 2.03 — «На все времена»

### Третий сезон
- ODY 3.00 — «Свет во тьме» (только аудио)
- ODY 3.01 — «Выброшенные на берег» (2-часовое видео, финал сериала)

## Изменения Ро Невина
Исполнительный продюсер Роб Кейвс объявил в октябре 2007 года, что Брэндон Макконнелл возьмёт на себя роль Ро Невина. Макконнелл дебютировал в роли Ро Невина во 2-м эпизоде «Одиссеи» «Вино тёмное море».
Макконнелл сказал о своей роли Ро Невина: «Они раздвигают границы, как и видение Джина Родденберри о «Звёздном пути». Я это очень уважаю. Ничего не сказать — значит замереть, значит стоять на месте. Я думаю, что любому поклоннику «Звёздного пути» не нужно давать по голове политические заявления. Тонкость добавляет реализма».
Это уже второй раз, когда персонаж был переделан. В сериале «Звёздный путь: Скрытая граница» (сезоны 2–5) роль персонажа исполнял Артур Боссерман, а в сезонах 6–7 (а также в пилотном эпизоде сериала «Звёздный путь: Одиссея») — Бобби Райс.

## Известные участники съёмок
Марк Ланд, продюсер и сценарист First World и судья на шоу FOX TV Skating with Celebrities, сыграл командира Стивена Коннора в пилотном эпизоде «Илиада». Съёмки второго эпизода «Одиссея», «Винное Тёмное море», освещались GMTV в августе 2007 года, а ведущий Росс Кинг сыграл в эпизоде гостевую роль в качестве медицинского энсина. Известный актёр озвучивания Майкл Макконнохи появился в финале 1 сезона в роли алосианского надсмотрщика (он также появился в другом спин-оффе «Скрытая граница», The Helena Chronicles, в роли кардассианского пирата).

## Внешние ссылки
- The Star Trek: Hidden Frontier, Odyssey website
- «Звёздный путь: Одиссея» (англ.) на сайте Internet Movie Database